# Parque de monos Jigokudani
El Parque de monos Jigokudani (japonés: 地獄谷野猿公苑, Jigokudani Yaen Kōen) se encuentra en Yamanouchi, en la prefectura de Nagano, Japón. El mismo forma parte del parque nacional Joshinetsu Kogen (comúnmente denominado Shigakogen), y se encuentra en el valle del río Yokoyu, en el sector norte de la prefectura. Jigokudani significa "Valle del infierno", nombre que hace referencia al vapor y agua en ebullición que surge a borbotones de pequeñas fisuras en el suelo congelado, rodeado por paredes de piedra abruptas y bosques fríos y hostiles.

## Descripción
Las grandes nevadas que se registran en la zona (la nieve cubre el suelo 4 meses por año), una altura de 850 m s. n. m., y el hecho que solo sea accesible a través de una estrecha senda de 2 km de extensión que atraviesa el bosque, evita que accedan multitudes a pesar de ser bastante conocido.
El parque es famoso por su gran población de macaco japonés (Macaca fuscata), comúnmente denominados monos de la nieve, que se refugian en el valle durante el invierno, y que durante los meses cálidos habitan en otras regiones del parque. Los monos descienden desde paredes rocosas escarpadas y del bosque para sentarse en las aguas cálidas del onsen (fuente de agua termal), y regresar a la seguridad del bosque por las noches.
Sin embargo, como los monos son alimentados por los turistas, se encuentran en proximidades de los pozos de agua termal todo el año, lo cual le permite al visitante observar cientos de macacos a lo largo del año.
Pero Jigokudani no es el punto más al norte en el cual viven monos. La península Shimokita que se encuentra en el sector norte de la isla Honshū y el sector noroeste de esta península, en lat +41°31' long +140°56', a unos 500 km al norte de Jigokudani marca el extremo norte del hábitat del macaco japonés. Ningún primate (no-humano) habita en zonas más frías.

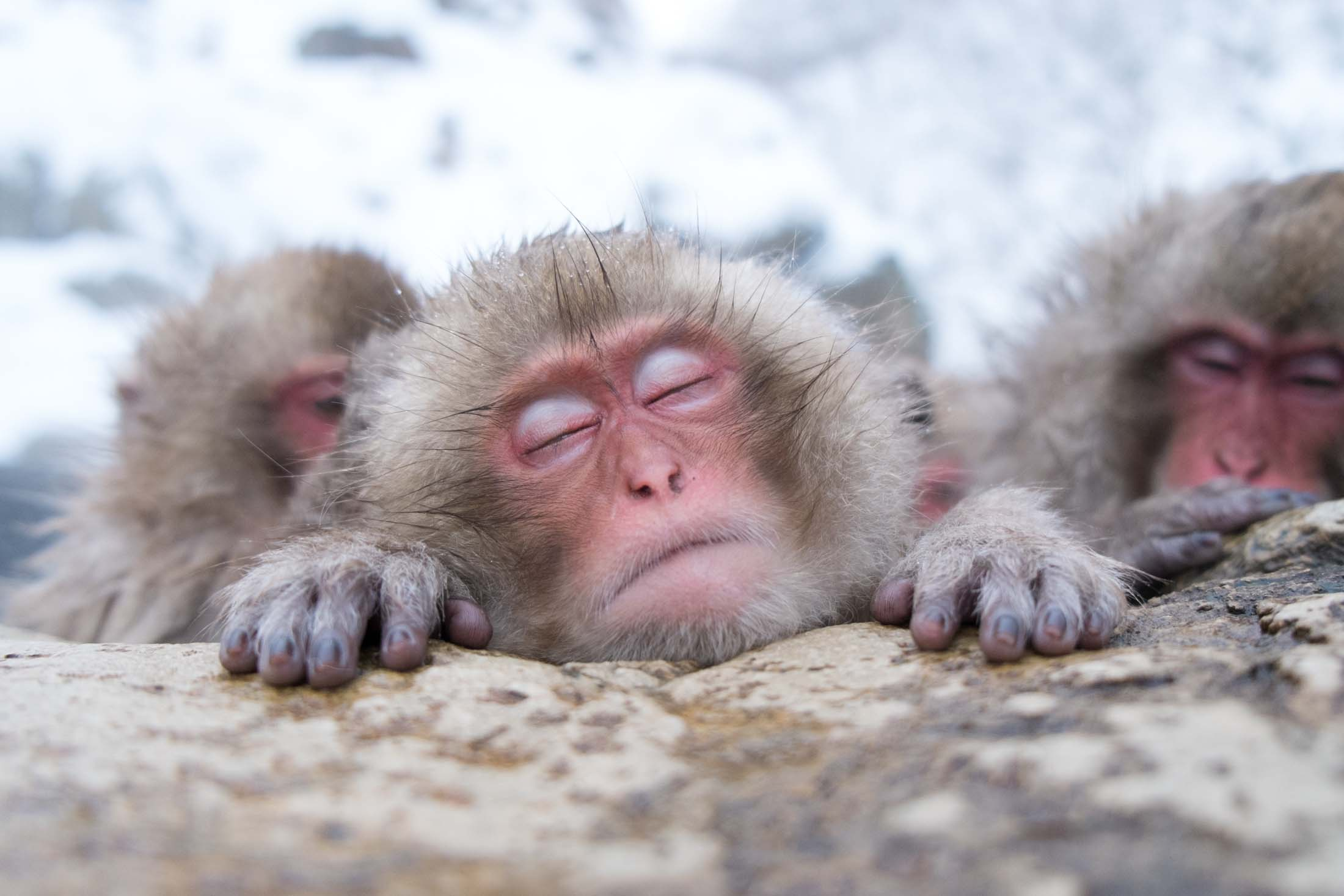
Ejemplar joven de macaco en las aguas termales.

## Galería

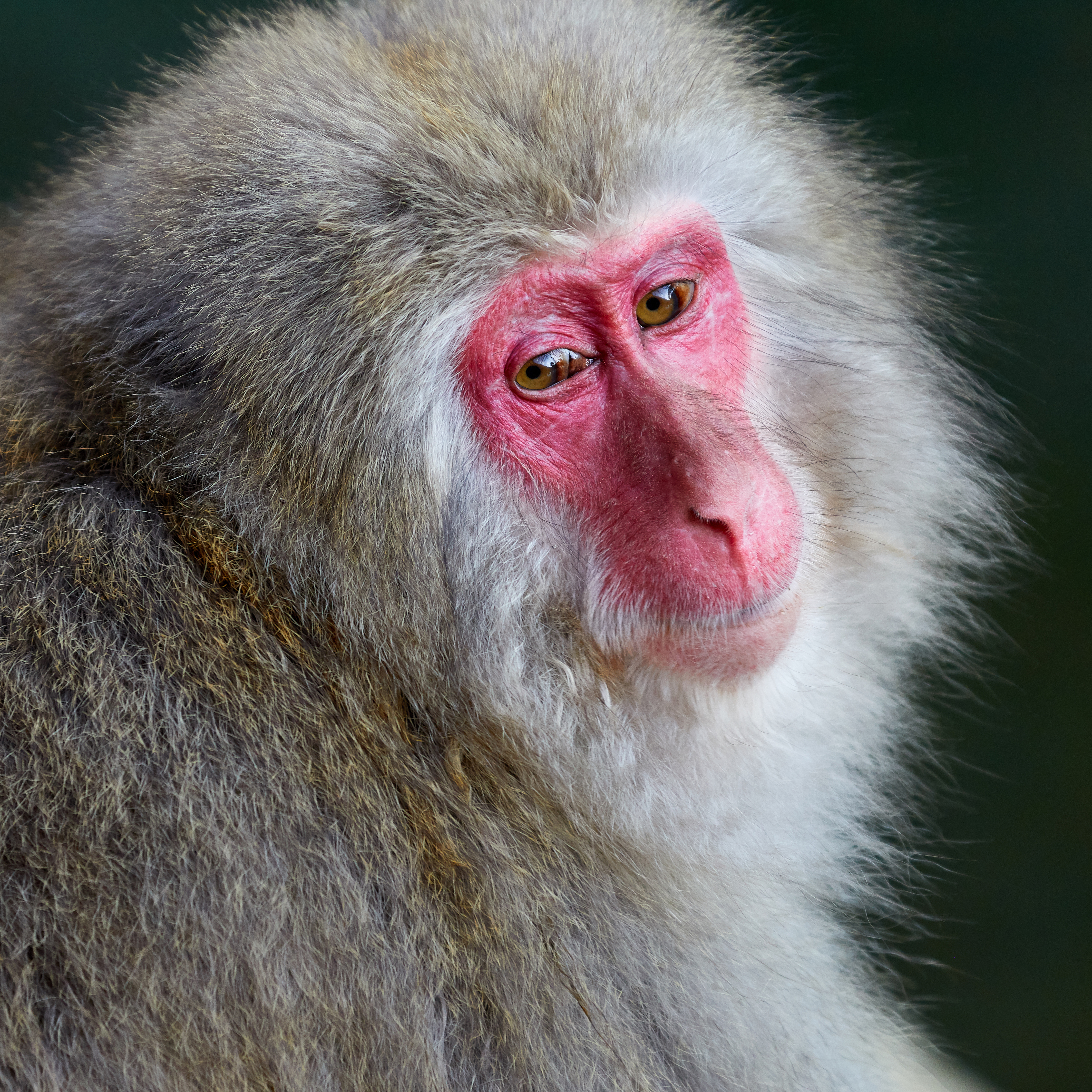
Macaco japonés en el Parque de monos Jigokudani
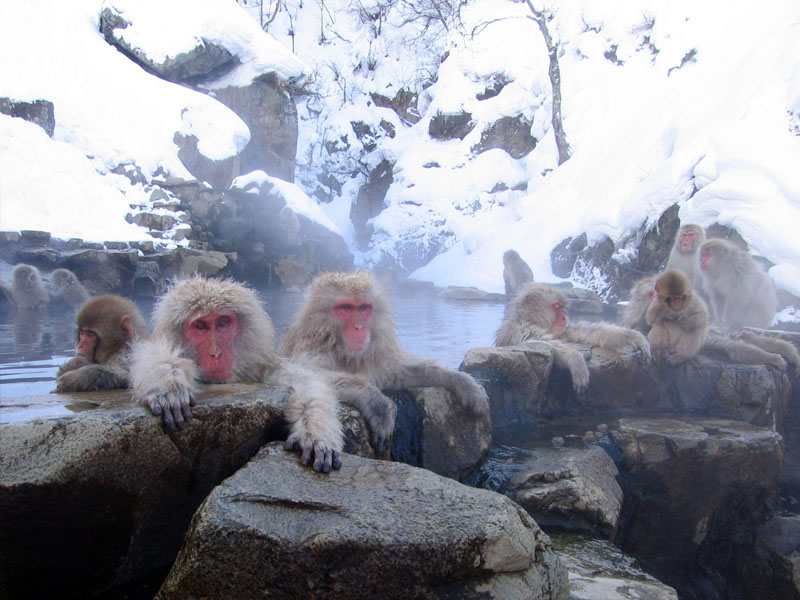
Macacos disfrutando en un ojo de agua termal en el Parque de monos Jigokudani
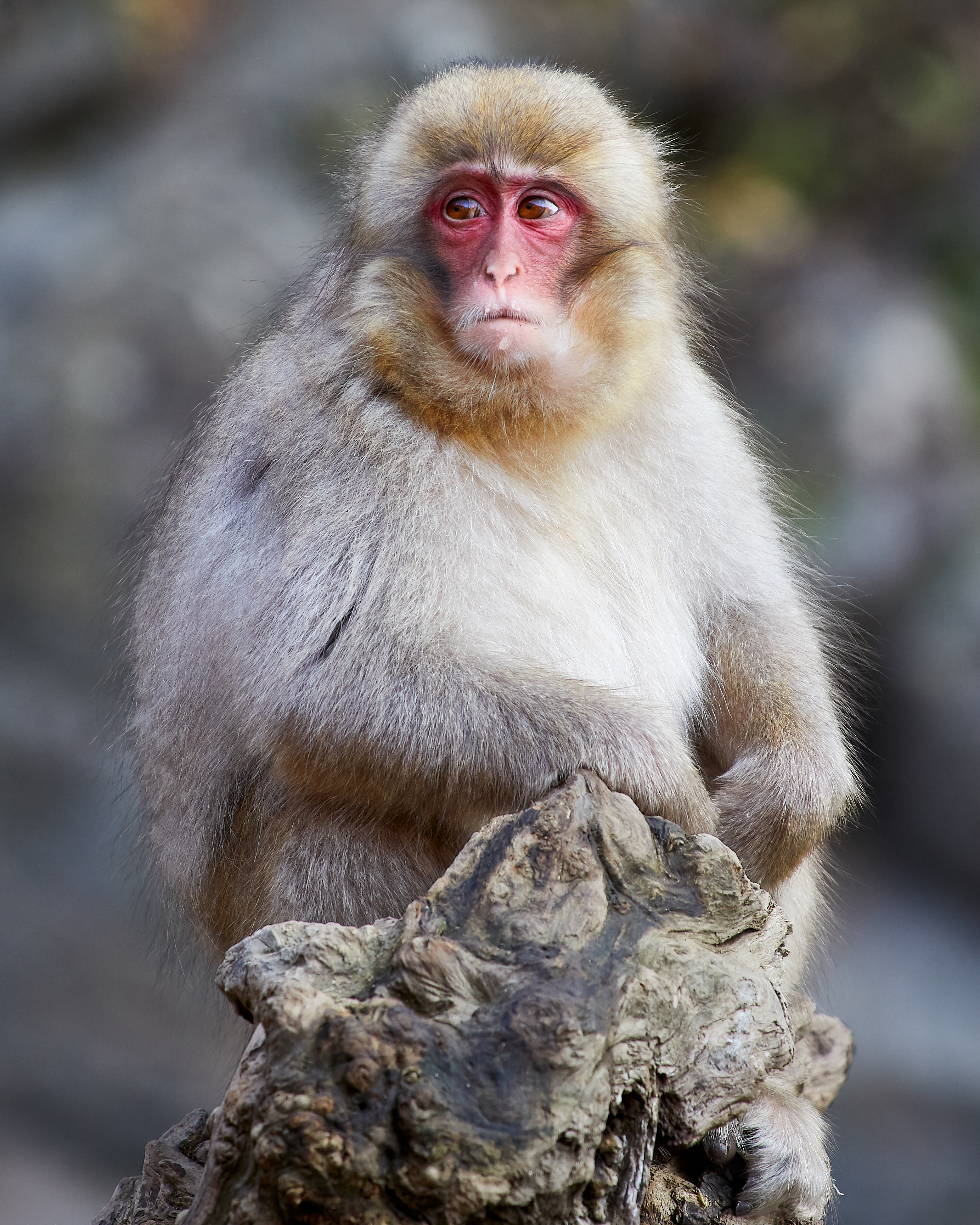
Joven macaco en el Parque de monos Jigokudani
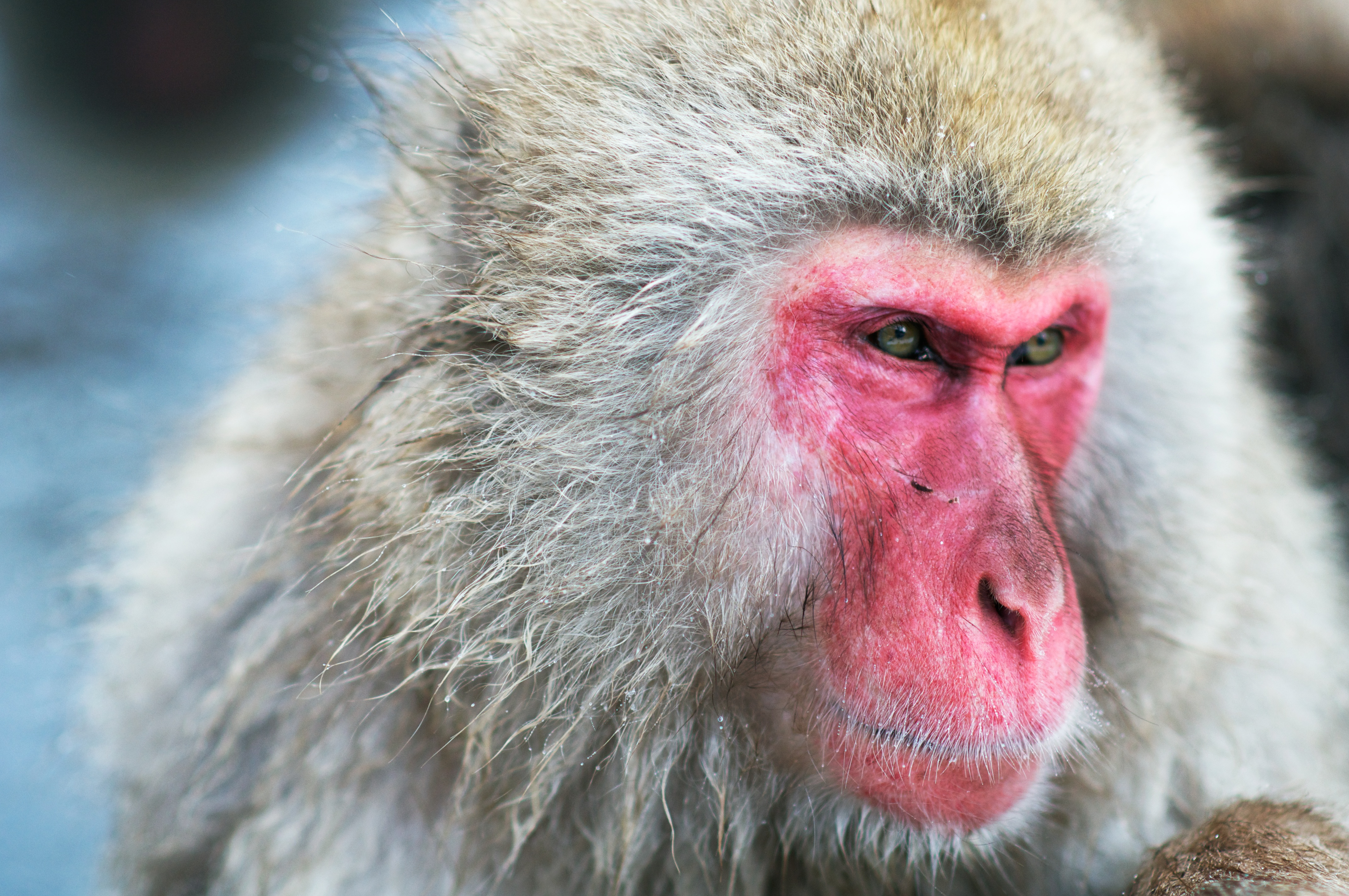
Un macho alfa en el Parque de monos Jigokudani
- Macacos japoneses acicalándose mutuamente  (vídeo)